# Anders Zachariassen
Anders Juhl Zachariassen (* 4. September 1991 in Sønderborg) ist ein dänischer Handballspieler.

## Karriere
Der 1,92 m große Kreisläufer begann das Handballspielen bei Ulkebøl I&UF und war anschließend in der Jugendabteilung von HF Sønderborg aktiv. Seit dem Januar 2010 stand Zachariassen bei Sønderjysk Elitesport unter Vertrag, die damals noch in der zweithöchsten dänischen Spielklasse antraten. 2011 stieg er mit SønderjyskE in die Håndboldligaen auf. In der Saison 2013/14 stand er als bester Kreisläufer im All-Star-Team. Zur Saison 2014/15 wechselte er als Nachfolger von Michael V. Knudsen zum deutschen Bundesligisten SG Flensburg-Handewitt, wo er einen Dreijahresvertrag unterschrieb. 2015 gewann er mit der SG den DHB-Pokal sowie 2018 und 2019 die deutsche Meisterschaft. Zur Saison 2020/21 wechselte er zum dänischen Erstligisten GOG Håndbold. Im September 2020 gewann er den dänischen Pokal. Mit GOG wurde er 2022 und 2023 dänischer Meister sowie 2023 erneut Pokalsieger. Zur Saison 2024/25 wechselte er zum Ligakonkurrenten Bjerringbro-Silkeborg.
Zachariassen gab am 11. März 2011 gegen Portugal sein Debüt für die dänische U21-Nationalmannschaft. Bei der U21-Weltmeisterschaft 2011 in Griechenland gewann er mit der dänischen Auswahl die Silbermedaille. Bei den Weltmeisterschaften 2019 und 2021 gewann er den WM-Titel.

## Bundesligabilanz
| Saison    | Verein                 | Spielklasse | Spiele | Tore | 7-Meter | Feldtore |
| --------- | ---------------------- | ----------- | ------ | ---- | ------- | -------- |
| 2014/15   | SG Flensburg-Handewitt | Bundesliga  | 36     | 73   | 0       | 73       |
| 2014–2015 | gesamt                 | Bundesliga  | 36     | 73   | 0       | 73       |

## Privates
Sein Bruder Casper läuft für den dänischen Erstligisten SønderjyskE auf.